# Camp de réfugiés Khan Dannun
Le camp de réfugiés Khan Dannun, en arabe : مخيم_خان_دنون, est un camp de réfugiés palestiniens en Syrie. Il est situé à proximité des ruines de Khan Dannun (en), construites il y a plusieurs siècles pour accueillir les convois commerciaux qui empruntaient l'ancienne route commerciale entre Jérusalem et Istanbul.
En 1948, ces ruines ont servi de refuge aux réfugiés du nord de la Palestine, en particulier des villages de la vallée de Hula. Le camp, situé à 23 kilomètres au sud de Damas, a été officiellement établi entre 1950 et 1951 sur une superficie de 0,03 km2.
Un pourcentage important de la population provient des villages de Mallaha (en) et d'Al-Salihiyya (en), ainsi que d'autres villages du sous-district de Safed, notamment Al-Mufakharah, Darwara, Al-Khalisa, Al-Zuq Al-Tahtani, Al-Zuq Al-Fawqani, les tentes d'Al-Walid et Jahoula. En outre, le clan de Trama et Al-Salma de la Galilée.